# Aleksandr Porkhomovskiy
Aleksandr « Alex » Porkhomovskiy (né le 12 août 1972 à Moscou) est un ancien athlète russe, puis israélien (en 1999), spécialiste du sprint. Il a cessé son activité en 2003.
Médaille de bronze aux Championnats d'Europe d'athlétisme 1994.
Il détient le meilleur placement d'un Israélien lors des Championnats du monde (10 s 20 en 1999) et celui d'un Russe (encore 10 s 20, en 1993, en demi-finale).
Ses meilleurs temps sont :
- 100 m :	10 s 12			14/07/1994
- 200 m :	20 s 35	0,50	Rieti	28/08/1994